# Волынкин, Ювеналий Михайлович
Ювена́лий Миха́йлович Волы́нкин (1907—1998) — советский генерал-лейтенант медицинской службы, специалист в области авиационной и космической медицины, член Комиссии по отбору первых советских космонавтов. Начальник ГНИИИ авиационной и космической медицины (1960—1969).

## Биография
Родился 7 февраля 1907 года в Костроме.
В 1927 году призван в ряды РККА и с 1927 по 1932 год обучался в Военно-медицинской академии РККА.
С 1936 года служил в центральном аппарате Главного санитарного управления РККА, был участником Советско-финской войны в должности  начальника эвакуационного госпиталя
. С 1941 по 1945 год в период Великой Отечественной войны служил в Главного военно-санитарного управления РККА в должностях начальника отдела и заместителя начальника Управления кадров и подготовки, с 1942 года — начальник Управления кадров и подготовки. Одновременно с 1944 года был назначен первым начальником кафедры военно-медицинской подготовки Московского государственного стоматологического института.
В 1943 году Указом Президиума Верховного Совета СССР «за образцовую работу по подготовке медицинских кадров, укомплектованию войск и санучреждений действующей армии и отличное руководство Управлением кадров и подготовки Главного санитарного управления РККА» Ю. М. Волынкин был награждён Орденом Ленина. 25 мая 1944 года Постановлением Совета министров СССР Ю. М. Волынкину было присвоено звание генерал-майор медицинской службы, а 7 мая 1960 года — генерал-лейтенант медицинской службы.

### Во главе ГНИИИ авиационной и космической медицины и участие в Космической программе
С 1960 по 1969 год — руководитель ГНИИИ авиационной и космической медицины Министерства обороны СССР, был членом Главной медицинской комиссии для рассмотрения готовности к полёту первых советских космонавтов. 
Под руководством и при непосредственном участии Ю. М. Волынкина осуществлялся отбор и подготовка первых советских космонавтов, а так же физиологические исследования при первых полётах человека в космос, в том числе первого человека в мировой истории, совершившего полёт в космическое пространство  Ю. А. Гагарина. Основной акцент обеспечения космических полётов делался на обосновании принципов медицинского и медико-технического обеспечения в области радиационной безопасности.
Скончался 11 сентября 1998 года в Москве, похоронен на Введенском кладбище, на участке №16

## Награды
За период военной службы генерал-лейтенант Ю. М. Волынкин был награждён шестью орденами, в том числе: двумя орденами Ленина (18.09.1943, 03.11.1953), Красного Знамени (06.11.1947), двумя орденами Отечественной войны 1-й и 2-й степеней и двумя орденами Красной Звезды (17.06.1940, 03.11.1944).